# Višji štabni veterinar (Bundeswehr)
Višji štabni veterinar (nemško Oberstabsveterinär; okrajšava: OStVet; kratica: OSV) je specialistični častniški čin za sanitetne častnike veterinarske izobrazbe v Heeru Bundeswehra. Sanitetni častniki medicine oz. dentalne medicine nosijo čin višjega štabnega zdravnika (Heer/Luftwaffe/Bundesmarine) in farmacevti nosijo čin višjega štabnega lekarnarja (Heer/Luftwaffe/Marine); čin je enakovreden činu majorja (Heer in Luftwaffe) in činu kapitana korvete (Marine).
Nadrejen je činu štabnega veterinarja in podrejen činu Oberfeldveterinärja. V sklopu Natovega STANAG 2116 spada v razred OF-3, medtem ko v zveznem plačilnem sistemu sodi v razred A14.

## Oznaka čina
Oznaka čina je enaka oznaki čina majorja, pri čemer ima na vrh oznake dodano še oznako specializacije: vijugasta kača.
Oznaka čina sanitetnega častnika Luftwaffe ima na dnu oznake še stiliziran par kril.